# Wladimir Wassiljewitsch Granat
Wladimir Wassiljewitsch Granat (russisch Владимир Васильевич Гранат; * 22. Mai 1987 in Ulan-Ude) ist ein ehemaliger russischer Fußballspieler, der als Innenverteidiger spielte.

## Karriere
Granat, der seit seinem siebten Lebensjahr Fußball spielte, wurde von Lokomotive Ulan-Ude und Swesda Irkutsk ausgebildet. Im Jahre 2005 wechselte er zum FK Dynamo Moskau, im August 2006 wurde er an FK Sibir Nowosibirsk ausgeliehen. 2007 kehrte er wieder zu Dynamo Moskau zurück. Am 18. März 2007 debütierte er in der Premjer-Liga.
Wladimir Granat wurde mehrmals für die russische Fußballnationalmannschaft nominiert, bevor er erstmals am 6. September 2013 im WM-Qualifikationsspiel gegen Luxemburg zum Einsatz kam. Danach folgten Dreizehn weitere Einsätze und ein Tor.